# Микомяги, Анна Анновна
Анна Анновна Микомяги (эст. Anna Mikomägi; 8 марта 1908, Кохила — 21 марта 2000, Эстония) — советская доярка. Герой Социалистического Труда (1952).

## Биография
Анна Микомяги родилась 8 марта 1908 года в волости Кохила Ревельского уезда Эстляндской губернии (сейчас уезд Рапламаа Эстонии) в семье мызного работника.
Получила начальное образование. С 14 лет работала на хуторе скотницей. В 1920-е годы была служащей. В 1930 году вышла замуж за хуторского крестьянина-середняка и стала вести семейное хозяйство.
В 1941—1944 годах пережила немецкую оккупацию.
В 1949 году вместе с мужем вступила в колхоз «Рахва выйт» в Харьюском уезде, где стала работать дояркой. Сразу начала демонстрировать высокие результаты: уже в первый год в среднем получала от каждой коровы 5 тонн молока. В 1950 году от десяти коров получила в среднем 5,05 тонны молока при среднем содержании молочного жира 192 кг.
7 января 1952 года Указом Президиума Верховного Совета СССР за достижение высоких показателей в животноводстве в 1950 году при выполнении колхозом обязательных поставок и контрактации сельскохозяйственной продукции, натуроплаты за работу МТС и плана прироста поголовья по каждому виду продуктивного скота и птицы удостоена звания Героя Социалистического Труда с вручением ордена Ленина и золотой медали «Серп и Молот».
В 1953 и 1955 году была признана лучшей дояркой Эстонской ССР, в 1958 году — лучшим животноводом. 1 марта 1958 года была награждена вторым орденом Ленина.
В 1963 году ушла на пенсию. Была персональным пенсионером.
Избиралась депутатом Таллинского областного и Харьюского районного Советов депутатов трудящихся, депутатом сельсовета.
Жила в Эстонии.
Умерла 21 марта 2000 года. Похоронена на кладбище посёлка Юри уезда Харьюмаа.
Награждена медалями, в том числе «За трудовую доблесть» (22 марта 1966), почётными грамотами Президиума Верховного Совета Эстонской ССР.